# Lanistes neritoides
Lanistes neritoides é uma espécie de gastrópode  da família Ampullaridae.
É endémica de República do Congo.